# Raimon
Ramón Pelegero Sanchis, más conocido por su nombre artístico Raimon (Játiva, Valencia, 2 de diciembre de 1940), es un cantautor español en lengua valenciana, uno de los máximos exponentes del movimiento histórico de la Nova Cançó y uno de los artistas veteranos en valenciano más reconocidos. En 2014 recibió el Premio de Honor de las Letras Catalanas.

## Biografía

### Juventud[2]
Raimon nació en Játiva (Valencia, España) el 2 de diciembre de 1940, en "el carrer Blanc", calle que cita en diferentes canciones. Realizó sus estudios primarios en el Colegio de los Padres Claretianos que estaba cerca de su domicilio, y fue allí donde uno de los profesores religiosos aconsejó a su padre que siguiera estudiando, dadas sus buenas cualidades, en vez de ponerse pronto a trabajar como era lo más frecuente por esa época. Después pasó a estudiar el Bachillerato en el Instituto de Enseñanza Media de la ciudad, lo que pudo completar alternando con su trabajo durante un par de años en la emisora de radio de su villa, donde se introdujo en el mundo del disco y conoció las interpretaciones de gente tan diversa como Juliette Gréco, The Platters o Juanito Valderrama. También por estos años juveniles perteneció a la Banda de Música local "La Nova", donde tocaba el flautín, afición personal que sigue practicando en la intimidad.
A los veintiún años, se trasladó a Valencia para estudiar historia en la antigua Facultad de Filosofía y Letras de la calle de La Nave, estudios que pudo realizar por su condición de becario, dadas sus buenas calificaciones, como era la exigencia necesaria en esos años. Es entonces cuando hace las primeras lecturas de Ausiàs March, Salvador Espriu, Josep Pla y Joan Fuster, entre otros. Antes, sin embargo, había ya nacido Al vent (Al viento, en castellano), su primera canción,  surgida de la experiencia de ir en moto desde Valencia hasta su ciudad de Játiva.
En 1962, Raimon hizo su primera actuación pública, en la entrega de unos premios literarios. Poco después, al acabar un encuentro en Castellón, donde participaban Els Setze Jutges, cantó para ellos en una tasca. Josep Maria Espinàs quedó impresionado y le invitó a actuar en Barcelona, en el Fòrum Vergés. El éxito es inmediato. Raimon sorprende por la forma y por el contenido de sus canciones. Por el grito, por el existencialismo rebelde que desprenden los textos. Se aleja de la manera de hacer "a la francesa" de Els Setze Jutges y ofrece una visión del mundo que no proviene de la burguesía barcelonesa de donde salen Josep Maria Espinàs, Delfí Abella, Enric Barbat y compañía, sino de las clases trabajadoras valencianas. Muy rápidamente, el 1963, aparece, publicado por Edigsa, su primer disco, un EP que contiene Al vent, Som, La pedra y A colps, que se convertirá en un inesperado éxito de ventas. Al vent se convierte en la canción en lengua vernácula con más copias vendidas, superando las 40.000.

### El régimen franquista

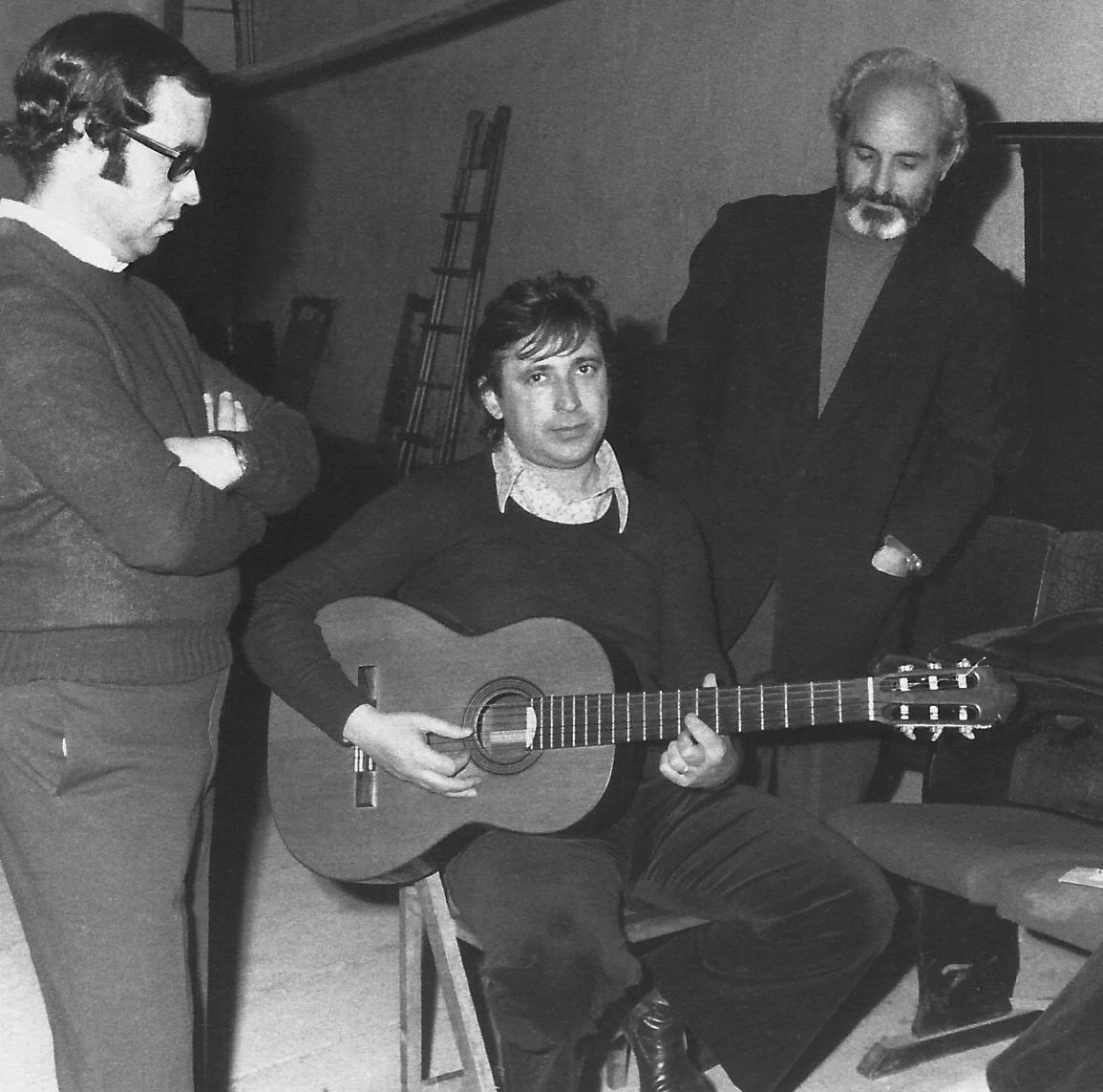
Raimon en el Teatro Moderno de Alginet en 1973

A raíz de este éxito, recibe una propuesta sorprendente: participar en el Festival de la Canción Mediterránea con una canción en catalán. Reticente al inicio, Raimon acaba aceptando "por voluntad de servicio al país y a la lengua". Raimon, encorbatado y sin guitarra, canta, junto a Salomé, que interpreta la versión femenina del tema, Se'n va anar, canción de amor de Josep Maria Andreu y Lleó Borrell. El entonces ministro de Información y Turismo, Manuel Fraga comenta: "No pasa nada porque haya una canción en catalán". La canción, votada por el público, gana el primer premio. A partir de este momento, la canción catalana, considerada hasta entonces como un fenómeno minoritario e inofensivo, empezará a recibir asiduamente las atenciones de la censura y de las instituciones franquistas, con las prohibiciones que esto comporta. 
Inmediatamente, aparece el segundo EP de Raimon, con Se'n va anar y tres temas más: el existencialista Disset anys, Cançó del capvespre (la primera musicación que Raimon hace de un poema de Salvador Espriu) y Ahir, rápidamente conocida por su subtítulo: Diguem no, que durante muchos años deberá ser cantada con algunas alteraciones respecto del texto original: "Hem vist tancats a la presó homes plens de raó", (en castellano, "Hemos visto encerrados en prisión hombres llenos de razón") se convierte "Hem vist que han fet callar molts homes plens de raó" (en castellano, "Hemos visto que han acallado a muchos hombres llenos de razón"). Más tarde, Raimon confesó que quiso poner juntas Se’n va anar y Diguem no porque, si prohibían el disco, deberían prohibirlas las dos. 
En 1964 aparece un tercer EP, del cual hace falta destacar las canciones D'un temps d'un país y Cançó de les mans. El mismo año ve la luz un primero LP, grabado en directo, con un público reducido. Contiene versiones de la mayoría de las canciones publicadas previamente y dos temas nuevos Si em mor i Cantarem la vida. Curiosamente, a este tema la censura obligó a añadir cuando se escucha la estrofa "Cantarem la vida d’un poble que no vol morir" (en castellano, "Cantaremos la vida de un pueblo que no quiere morir") un coro que repite "Israel, Israel". 
Em 1965 Raimon canta por primera vez en Barcelona sin la compañía de Els Setze Jutges u otros cantantes: su primer recital en solitario tiene lugar en la Aliança del Poblenou. El mismo año empiezan sus actividades internacionales: es llamado de la Universidad belga de Lovaina. Publica un EP con cuatro canciones de amor dedicadas a la que el año siguiente será su mujer. Los temas son En tu estime el món, Treballaré el teu cos, Si un día vols y No sé com. 
El año siguiente tiene lugar su histórico recital al aire libre en el Instituto Químico de Sarriá, el primer acto realmente masivo de la canción catalana, y hace sus primeras actuaciones en París (Mutualité y Olympia) y Alemania. Aparece, con una portada de Joan Miró, el álbum Cançons de la roda del temps, musicación íntegra de la sección central del libro de Espriu El caminant i el mur, doce poemas que trazan el ciclo solar y a la vez el ciclo vital del hombre, a los cuales Raimon añade como conclusión un tema de carácter más cívico que metafísico, Inici de càntic en el temple, que tendrá un enorme éxito gracias especialmente a su contundente final: "Ens mantindrem fidels per sempre més al servei d'aquest poble" (en castellano, "Nos mantendremos fieles por siempre jamás más al servicio de este pueblo"). 
En Francia sale un álbum grabado en directo el 7 de junio en el Olympia, que ganará el año siguiente el premio Francis Carco al mejor cantante extranjero, otorgado por la Académie du Disque Français. Encontramos muchos temas ya conocidos, con una versión no censurada de Diguem no y otros temas de inéditos en España: el tema sobre la emigración Cançó del que es queda, No em mou al crit, una reivindicación de la canción como herramienta de pensamiento y combate, y Cançó de la mare. 
En el 1967 hace en el Teatro Romea la que será la primera tanda de recitales de un cantante en catalán. También actúa en Cuba, Suiza y otros países. A raíz de un concierto en el Palacio de la Música Catalana de Barcelona (España) celebrado el 28 de enero, aparece el álbum en vivo Raimon Palau, con doce canciones, ninguna de ellas inédita discográficamente. Lo más remarcable del álbum es el intensísimo ambiente que respira la grabación: Raimon es más que un cantante, es el portavoz de unas inquietudes sociales y políticas compartidas por un público cada vez más amplio. El mismo año sale un último EP, del cual debemos remarcar Petita cançó de la teva mort, de Salvador Espriu, dedicado a Bartomeu Rosselló-Pòrcel, y un nuevo clásico: País Basc, dónde la expresión "Gora Euskadi" debe ser sustituida por "Gora gora".
En estos años en sus entrevistas a los medios de comunicación, recalcaba su carácter apolítico, llegando a afirmar Yo busco una cultura, pero ajena a toda política. Tenga en cuenta que en Valencia jamás separatismos. Si hubiera nacido en Valladolid o Cáceres, cantaría mucho mejor en castellano, es lógico.
En 1968 publica el primer disco con Discophon, con el poema de Espriu Indesinenter. Ese mismo año hace dos recitales históricos más: el uno en el desaparecido Price, en un festival a favor del movimiento obrero, el otro en la Facultad de Ciencias Políticas y Económicas de Madrid. A raíz de este último concierto, escribirá la canción Divuit de maig a la Villa. Canta también en México, Alemania, Suiza y Cuba. 
Un año más tarde, lo encontramos de nuevo en el Olympia de París, de esto resultará un nuevo LP publicado solo en Francia, con temas inéditos aquí, como Contra la por. 
Tras un nuevo sencillo, que incluye su primera e inolvidable musicación de Ausiàs March, Veles e vents, en 1970 saca el disco Per destruir aquell qui l'ha desert, arreglado por Lleó Borrell y con una portada diseñada por Antoni Tàpies. La primera cara, íntegramente dedicada a musicaciones de poetas catalanes del siglo XV, reúne el poema Desert d'amics -el título original, Prisionero, fue tumbado por la censura- de Jordi de Sant Jordi, un fragmento del Llibre dels bons amonestaments, de Anselm Turmeda, titulado Elogi dels diners, y cuatro poemas de Ausiàs March: Veles e vents, Així com cell, Quins tan segurs consells y Si com lo taur. En la segunda cara, además de la espriuano Indesinenter, encontramos cinco temas con texto del mismo Raimon: Societat de consum -una de sus pocas canciones con tratamiento irónico-, Quan creus que ja s'acaba, De nit a casa, T'ho devia y Sobre la pau.
En 1971 saca otro LP que incluye 13 de març, cançó dels creients -canción compuesta a raíz de otro recital especialmente emotivo- y la canción de amor Quan te'n vas. El mismo año aparecen discos suyos en Francia, los Estados Unidos y Uruguay y actúa en el mismo Uruguay, Chile y Argentina. 
Durante un par de años, Raimon publica otros discos al extranjero y hace centenares de recitales multitudinarios. 
En 1973 publica el libro Poemes i cançons, prologado por Manuel Sacristán. Su presentación en Madrid en mayo de 1974 no contó con el preceptivo permiso gubernativo.
En 1974 saca el disco A Víctor Jara, con la colaboración de músicos franceses de vanguardia como Michel Portal. Incluye bastantes poemas musicados, de Ausiàs March (No em pren així, Lo jorn ha por), Joan Roís de Corella (Si en lo mal temps), Joan Timoneda (So qui so) y Pere Quart (Una vaca amb un vedellet en braços). Los textos originales de Raimon son T'he conegut sempre igual, extraordinaria canción sobre la clandestinidad, escrita a raíz de un encuentro fortuito con el perseguido Gregori López i Raimundo, Molt lluny, una revisitación nostálgica de la adolescencia, Morir en aquesta vida, una negación del suicidio que cuenta con una citación literal de Vladímir Vladimirovic Majakovskij, el tema sobre la treintena Amb tots els petits vicis y la soberbia canción de amor Com un puny, escrita con decasílabos con cesura en la cuarta sílaba, a la manera de Ausiàs March, y con una rima consonante insólita en Raimon. La dedicatoria a Víctor Jara, cantante chileno asesinado a raíz del golpe de Estado de Augusto Pinochet en septiembre de 1973, queda justificada con la inclusión de Amanda, versión en catalán de la canción de Jara Te recuerdo Amanda.
En el mismo año aparecen dos álbumes más. Uno, en Francia, T'adones, amic, con diversas canciones prohibidas en España. El otro, Campus de Bellaterra, grabado en directo en un multitudinario recital en la Universidad Autónoma de Barcelona. En este último, encontramos diversas canciones inéditas en España, todas con un fuerte contenido cívico: Qui ja ho sap tot, A un amic, 18 de maig a la Villa, No em mou al crit, Quan jo vaig nàixer y el poema de Espriu, dedicado a Pompeu Fabra, El meu poble i jo.
En el 1975, mientras Franco agoniza, Raimon canta en el Palacio de los Deportes de Barcelona, donde estrena uno de sus clásicos más indiscutibles: Jo vinc d'un silenci.

### La época democrática
Al año siguiente, en plena efervescencia predemocrática, cantó en el Pabellón de Deportes del Real Madrid, el 1 de abril. Este debía ser el primero de cuatro recitales, pero los otros tres fueron prohibidos. El ambiente del concierto queda recogido en un álbum doble, El recital de Madrid. El verano de ese mismo año, actuó por primera y última vez en las Sis Hores de Cançó en Canet de Mar. Fue la edición más multitudinaria, con más de sesenta mil personas llenando el Pla d'en Sala de Canet. Durante la actuación de Raimon, exactamente mientras canta Inici de càntic en el temple, una grúa elevó junto al escenario una enorme bandera catalana.
A partir de este momento, Raimon dedicará muchos esfuerzos para evitar entrar en el "museo de la resistencia". A pesar de que durante 1977 hace cuatro actuaciones en el Palacio de los Deportes de Barcelona, irá huyendo cada vez más de los conciertos multitudinarios y se negará a "quemarse" en actos organizados por partidos políticos. También comenzará a actuar acompañado por un contrabajista, antes que contar con todo un grupo detrás de él. Hasta entonces, Raimon siempre había actuado solo, con su guitarra. 
Antes de marchar a hacer una primera gira al Japón, en 1977 saca el álbum Lliurament del cant, que reúne poemas de Joan Timoneda (Bella, de vós so enamorós, Qui té anguila per la cua), Espriu (Potser arran de l'alba), y unos cuantos textos propios: Qui pregunta ja respon, Un lleu tel d'humitat, Tristesa el nom, Com una mà, Que tothom, A Joan Miró -canción no precisamente nueva, pero sí inédita en España- y una versión en estudio de Jo vinc d'un silenci.
Dos años después, en 1979, aparece un nuevo álbum, Quan l'aigua es queixa, que presenta con siete recitales en el Palacio de la Música Catalana. Incluye poemas de Espriu (Nous cants de llibertat y el irónica e insólitamente swing I beg your pardon), Ausiàs March (Si em demanau y On és lo lloc), y textos propios: Als matins a ciutat, L'última llum, Un sol consell, No el coneixia de res, Fou un infant, Perquè ningú no em contarà els seus somnis, I després de creure tant y Andreu, amic, dedicada al escultor Andreu Alfaro. Raimon logra con estas canciones su auténtica madurez poética, y huye a la vez del reduccionismo con que muchos querían descalificarlo y arrinconarlo. 
Para reunir toda su obra, en 1981 Raimon regrana todas sus canciones, con nuevos arreglos de Manel Camp y de Antoni Ros Marbà. Resulta un conjunto de diez discos, donde los temas quedan agrupados temáticamente: Orígens, Cançons d'amor, Ausiàs March, Dedicatòries, Cançons de la roda del temps (Espriu), He mirat aquesta terra (Espriu), Poetes dels segles XV i XVI, Amb els silencis i les nostres paraules y L'aigua del temps que vius. El décimo disco (Testimonis) está dedicado a grabaciones en directo e incluye una versión de Al vent cantada en japonés por una coral nipona. Los únicos temas inéditos que incorpora Raimon. Totes les cançons (Premio Ciutat de Barcelona) son algunas musicaciones de Joan Roís de Corella, Joan Timoneda, Ausiàs March y Salvador Espriu. 
El año 1983 publica Les hores guanyades, un dietario donde encontramos sus pensamientos sobre el momento político -el intento de golpe de Estado del 23 de febrero lo coge en plena grabación-, el trabajo artístico y muchos temas más. A partir de este momento, Raimon se prodiga poco en público, y graba con cuentagotas.
Publica un nuevo álbum en 1984: Entre la nota i el so, con temas como Lluny de la pedra i de l'aigua y Al meu país la pluja. 
El siguiente álbum (Presències i oblit, 1987), marca un fugaz idilio de Raimon con la música electrónica y con instrumentos como la batería y los sintetizador es (los arreglos son hechos por un percusionista, Ezequiel Guillén Saki). En el disco encontramos temas de un marcado carácter intimista: Del blanc i el blau, La mar respira calma -escrito a la manera de Espriu-, Primer parlaré de tu, entre otras. En la presentación del disco en el Palacio de la Música Catalana, Raimon actúa por primera vez casi todo el recital sin coger la guitarra y ensaya un juego gestual con efectos brillantes.
Raimon tardó exactamente una década a grabar un disco de canciones nuevas, entre tanto forma un grupo estable de acompañamiento -guitarras, contrabajo, violonchelo y acordeón- y actúa con medida y sólo en condiciones artísticamente óptimas.
En año 1992 hace una nueva gira por Japón, y canta también en varias universidades de los Estados Unidos. El mismo año, sorprende a más de uno al hacerse cargo de Literal, un programa en TVE-Cataluña dedicado al mundo del libro.

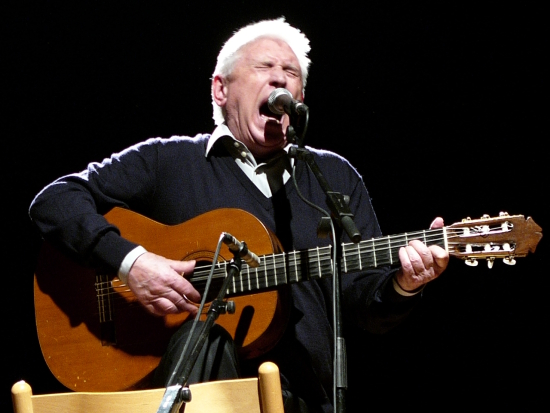
Raimon cantando en Almusafes en 2008

El día de San Jorge de 1993, tiene lugar un gran recital en el Palau Sant Jordi de Barcelona, ante unos dieciocho mil espectadores, con motivo del trigésimo aniversario de la publicación de Al vent. Raimon canta muchas canciones, pero por el escenario también pasan muchos artistas que han compartido experiencias con él a lo largo de muchos años: el uruguayo Daniel Viglietti, el vasco Mikel Laboa, el portugués Luis Cília, el mítico cantante de folk americano Pete Seeger, así como Paco Ibáñez, entre otros. Los catalanes invitados son Joan Manuel Serrat, antiguo rival, y amigo reconciliado, Ovidi Montllor —poco antes de que se le declarara el cáncer que puso fin a su vida— y Pi de la Serra. También actúan el grupo japonés Warabi-za, la Coral Sant Jordi, dirigida por Oriol Martorell y la banda La Lira Ampostina.
Ese mismo año sale un nuevo Integral de Raimon, esta vez en CD. La obra, ganadora del Palmarès des Palmarès que otorga la Nouvelle Académie du Disque Français, reúne un total de 121 canciones divididas así: Orígens i dedicatòries, Cançons d'amor i de lluita, Cançons de la roda del temps i d'altres poemes de Salvador Espriu, Ausiàs March i alguns poemes dels segles XV i XVI, Aquest cant vol ser plural y Coincidències, dissidències, indecències i algunes rareses. El último CD está dedicado a grabaciones en directo.
En el inicio de 1997 aparece finalmente un disco con nuevas canciones, Cançons de mai con arreglos de Manel Camp. Reúne siete temas de Ausiàs March y seis canciones propias, entre los que destaca la irónica Soliloqui solipsista con un original videoclip.
Ese mismo le concedieron la Medalla de Oro de la Generalidad de Cataluña (unos cuantos años atrás había rechazado el Premio Cruz de San Jorge). Bajo el título Cançons de mai. Cançons de sempre, Raimon hace actuaciones en Perpiñán, Játiva, Mallorca y en el Palacio de la Música Catalana, lleno durante días. También hace un gira por el Reino Unido. Uno de los hechos más sonados será la pitada que recibe en la madrileña Plaza de las Ventas, donde actúa en un homenaje a Miguel Ángel Blanco, asesinado por ETA. Un sector de público no acepta que cante en catalán, afirme públicamente que canta en la modalidad de catalán que se habla en el País Valenciano, ni que recuerde que la canción País Basc se prohibó durante la dictadura franquista. El acto fue retransmitido por TVE, y la pitada provoca un gran escándalo.
A finales 1997 apareció el CD Recitals al Palau y en 1999 se publica una compilación con todos sus temas de amor: Les cançons d'amor.
En 2000 publicó una nueva Integral con diversas canciones inéditas, musicaciones de los autores del siglo XV: Francí Guerau, Jordi de Sant Jordi, Mossèn Estanya, Bernat Metge y Jaume Roig. La nueva Integral también recoge las dos únicas canciones ajenas que había grabado: Se'n va anar y Amanda.
En 2007 se le otorga el Premio de Honor de la Academia de la Música de España.
El 21 de noviembre de 2012 el Ayuntamiento de Barcelona le entrega la Medalla de Oro de Barcelona.
Desde el 6 de noviembre de 2012 y hasta el 26 de enero de 2013 se organiza una exposición en el centro artístico Arts Santa Mònica de la Rambla de Barcelona para conmemorar sus 50 años de escenarios con un recorrido por toda su trayectoria artística y personal.
Con ocasión del debate secesionista en Cataluña ha mostrado públicamente sus dudas y distanciamiento respecto a los partidarios de la secesión.
La Generalidad Valenciana le concedió en 2015, con motivo de la festividad autonómica del 9 de octubre, la Alta Distinción como reparación tras años de desprecio por parte del anterior gobierno autonómico del PP. Durante ese año de 2015 y 2016 realizó una gran gira de despedida por distintas poblaciones valencianas, que culminó con una serie de conciertos en El Palau de la Música de Barcelona en mayo de 2017, dando así por concluida su larga carrera como cantante.

## Archivo audiovisual Raimon
En el año 2015 Raimon cedió su archivo audiovisual a la Filmoteca de Cataluña con el objetivo de permitir su consulta y fomentar la investigación. El archivo está formado por 176 grabaciones televisivas de todo el mundo. El primer documento está fechado el 15 de abril de 1966 y contiene un reportaje del programa semanal Panorama: cinq colonnes à la une, realizado por Gérard Chouchan y Jean Vidal bajo la dirección de Pierre Lazareff, emitido en la televisión pública francesa. Entre los programas que forman parte de este fondo hay reportajes, entrevistas y conciertos en diferentes universidades y escenarios, siendo algunos ejemplos la gira de Raimon en Tokio e Hiroshima (1992), en el Olympia de París (2006), en el Palau Sant Jordi (1993) de Barcelona para conmemorar los 30 años de Al vent, o una actuación en Játiva celebrada en 1997.

## Discografía[21]

### Estudio
- Al vent (1963)
- Cançons de la roda del temps (1966)
- Montserrat 69 (1969)
- Per destruir aquell qui l'ha desert (1970)
- Raimon (1971)
- Diguem no (1972)
- A Víctor Jara (1974)
- T'adones amic...? (1974)
- Lliurament del cant (1977)
- Quan l'aigua es queixa (1979)
- Entre la nota i el so (1984)
- Raimon canta (1985)
- Presències i oblit (1987)
- Canta Ausiàs March (1989)
- Cançons (1993)
- I després de creure tant (1995)
- Ausiàs March / Raimon (1997)
- Cançons de mai (1997)
- Raimon-Espriu Poesía cantada (2003)
- Rellotge d'emocions (Reloj de emociones) (2011)

### En directo
- Raimon a l'Olympia (1966)
- Raimon al Palau (1967)
- Raimon en directe (1968)
- Sobre la pau. Contra la por (Olympia 2) (1969)
- Raimon en Montevideo (Ayui / Tacuabé A/M4. 1971)
- En vivo (1972)
- La noche (1972)
- Campus de Bellaterra (1974)
- Raimon a l'Olympia (1966-2006) (2006)

### Recopilatorios
- Disc antològic de les seves cançons (1964)
- Raimon música sola (1967)
- Raimon. Catalonian protest songs (1971)
- El recital de Madrid (1976)
- Totes les cançons (1981)
- Integral (1993)
- Recitals al Palau (1997)
- Dotze cançons (1999)
- Les cançons d'amor (1999)
- Nova Integral 2000 (2000)
- Clàssics i no (2003)